# Miel (canción de Zoé)
Miel es el tercer y último sencillo de la banda de Rock alternativo Zoé desprendió del álbum Zoé. La canción se dio a conocer a principios del 2002.

## Otras versiones
Esta canción está incluida en los Álbumes recopilatorios Grandes Hits, Zoé Hits 01-06
Tiene una versión en álbum en vivo 281107 en vivo desde el Palacio de los Deportes ante 17,976 personas.
Se grabó una versión en vivo en el Foro Sol en concierto del 8.11.14 ante más de 55 mil personas.

## Personal
En la versión de estudio participaron.
- León Larregui - voz líder.
- Ángel Mosqueda - Bajo.
- Sergio Acosta - guitarra eléctrica.
- Jesús Báez - Teclado.
- Alberto Cabrera - Batería.

En la versión del 8.11.14 participaron.
- León Larregui - voz líder.
- Ángel Mosqueda - Sintetizador analógico.
- Sergio Acosta - guitarra eléctrica.
- Jesús Báez - Teclados.
- Rodrigo Guardiola - Batería.
- Felipe Ceballos - Percusiónes.
- Andrés Sánchez - Teclado, Bajo.
- Rodrigo Guardiola - Batería.